# Баркли (графство)
Графство Баркли (англ. Barkly Shire) — район местного самоуправления Северной Территории. Административный центр — город Теннант-Крик. Площадь графства — 322 514 квадратных километров. Население — 8137 человек (2010).

## История
В октябре 2006 года правительство Северной территории объявило о реформе местного самоуправления. Правительство Северной территории хотело совершенствовать и предоставлять услуги во всех городах и населённых пунктах Северной территории, путём создания 11 новых графств. Совет графства Барки был создан 1 июля 2008 года из оставшихся 10 графств. Выборы в графстве состоялись 25 октября 2008 года. Нынешний мэр графства — Розали Кухонт Монкс.

## Палаты
Совет графства Баркли разделён на 3 отделения, которыми управляют 11 советчиков:
- Алуавар Ворд (4)
- Патта Ворд (5)
- Юпаркулунгу (2)

## Города
- Али Курунг
- Алперрерулам
- Ампилатваджа
- Кантин Крик
- Эллиот
- Теннант-Крик
- Урапутжа Оутстатиос
- Вутунгурра